# Сельское поселение «Село Дудоровский»
Сельское поселение «Село Дудоровский» — муниципальное образование в составе Ульяновского района Калужской области России.
Центр — село Дудоровский.

## Население
| 2010 | 2012 | 2013 | 2014 | 2015 | 2016 | 2017 |
| ---- | ---- | ---- | ---- | ---- | ---- | ---- |
| 925  | ↘892 | ↘876 | ↘857 | ↘842 | ↘834 | ↘827 |
| 2018 | 2019 | 2020 | 2021 |      |      |      |
| ↗831 | ↗838 | ↘820 | ↗831 |      |      |      |

## Состав
В поселение входят 8 населённых мест:
- село Дудоровский
- село Брусны
- деревня Зелёный
- деревня Кудияр
- село Кцынь
- деревня Мартынки
- село Мойлово
- село Сусеи